# 大庆广播电视塔
大庆广播电视塔，是位于中国黑龙江省大庆市的一座全钢结构塔，塔高260米。该塔于1987年4月16日开工建造，1989年9月26日竣工投入使用。建成时是亚洲第三高、中国第二高、黑龙江省第一高的全钢结构广播电视塔。

## 概括
大庆广播电视塔由中国建筑西南设计院设计，沪东造船厂承接钢结构工程，黑龙江省送变电工程公司承建施工。1987年4月16日开工建造，属于“边建造、边发运、边安装”。1988年4月1日开始吊装，10月6日全部钢结构完工通过验收。1989年1月18日主体安装结束，9月26日竣工投入使用。
1997年3月进行改造，改造工程主要包括：新建156米高的旋转餐厅，改造并开放159米高的观光平台，扩建151米高的娱乐厅和贵宾室，装修一楼候梯大厅，改造塔体观光设备等，总投资450万元。1997年10月18日竣工。
2004年被评为国家2A级旅游景区，2022年5月26日被大庆市人民政府列入大庆市第三批历史建筑名录。

## 图集

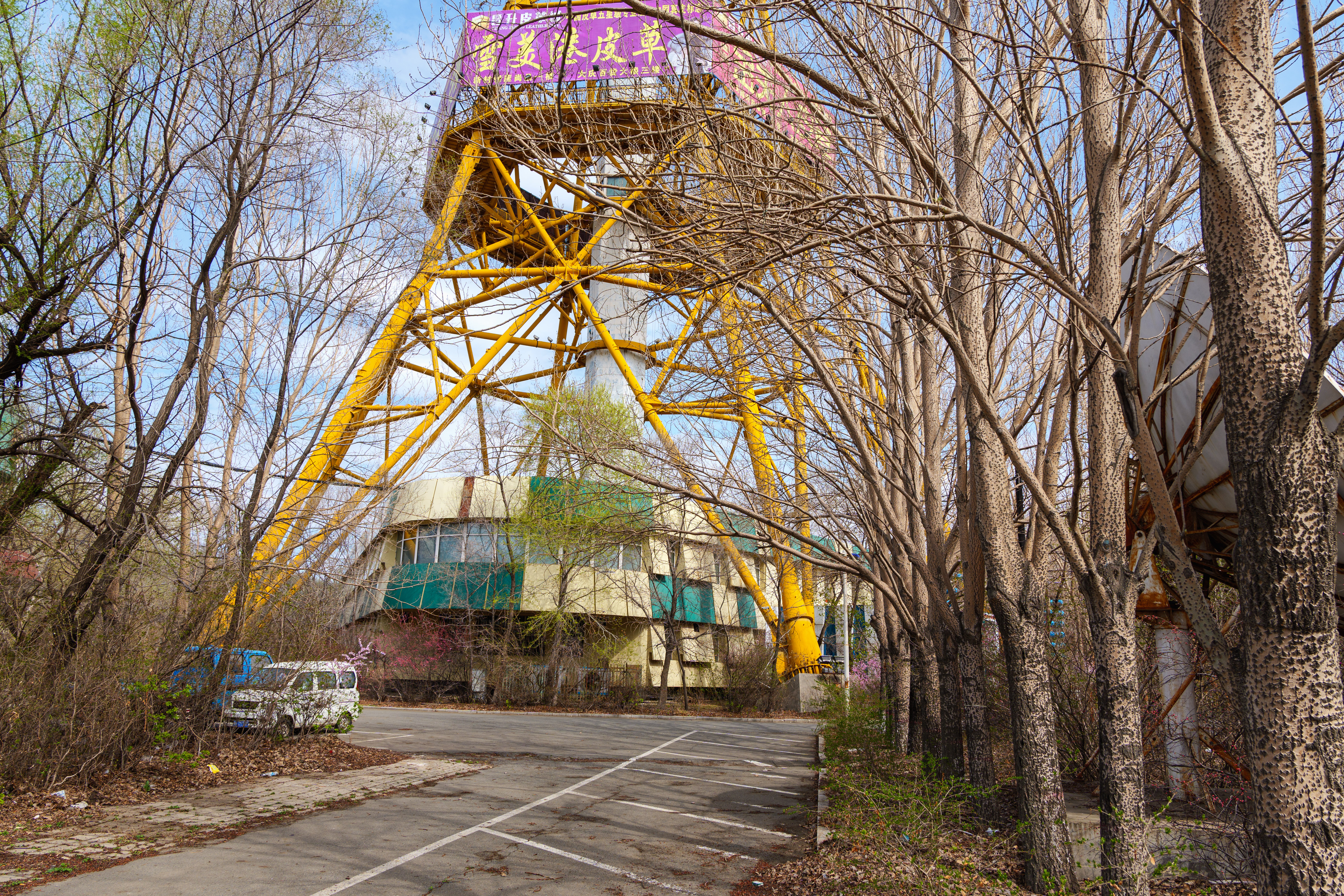
底部
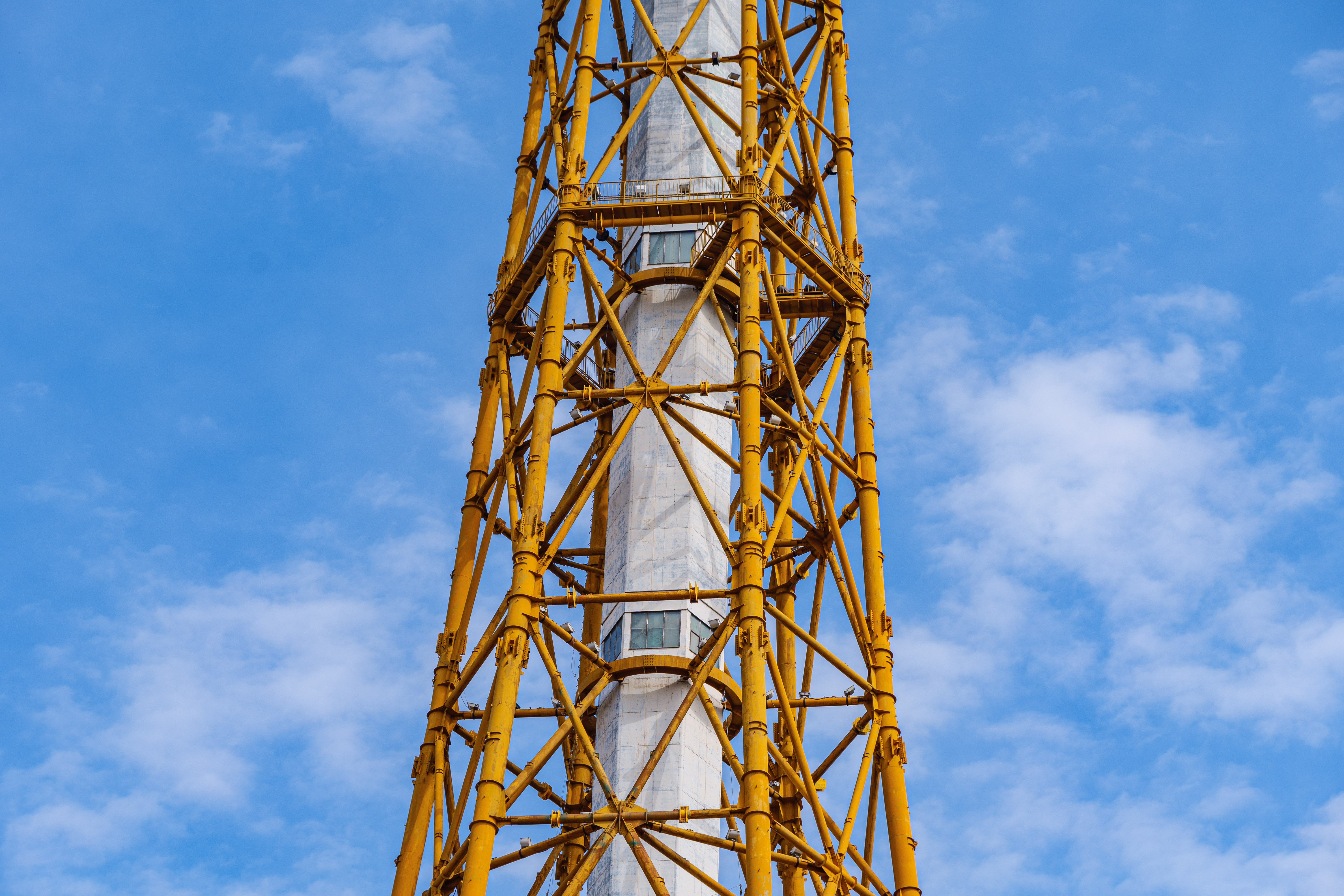
中部
塔楼
上部
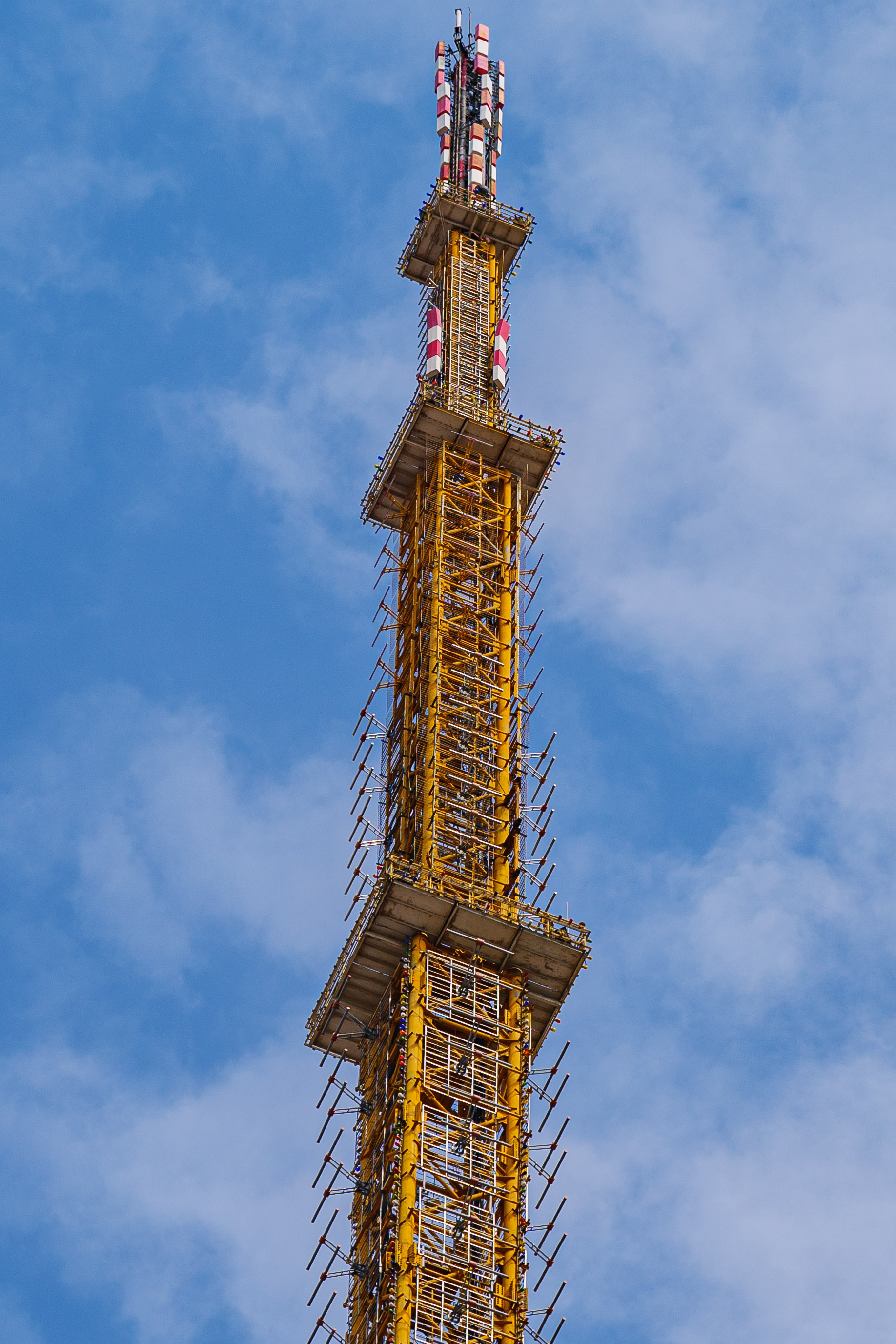
天线
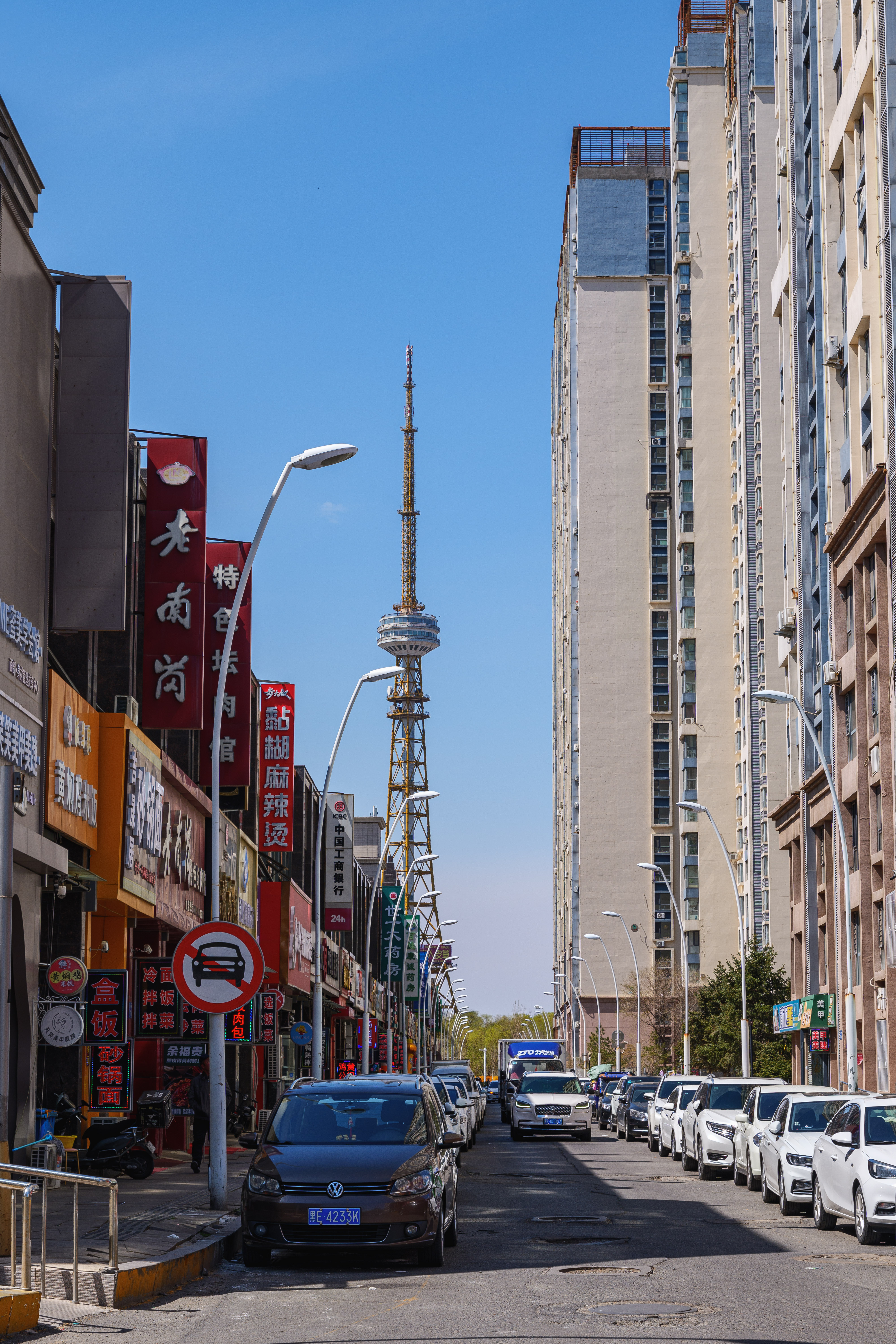
从大庆万达金街远眺大庆广播电视塔
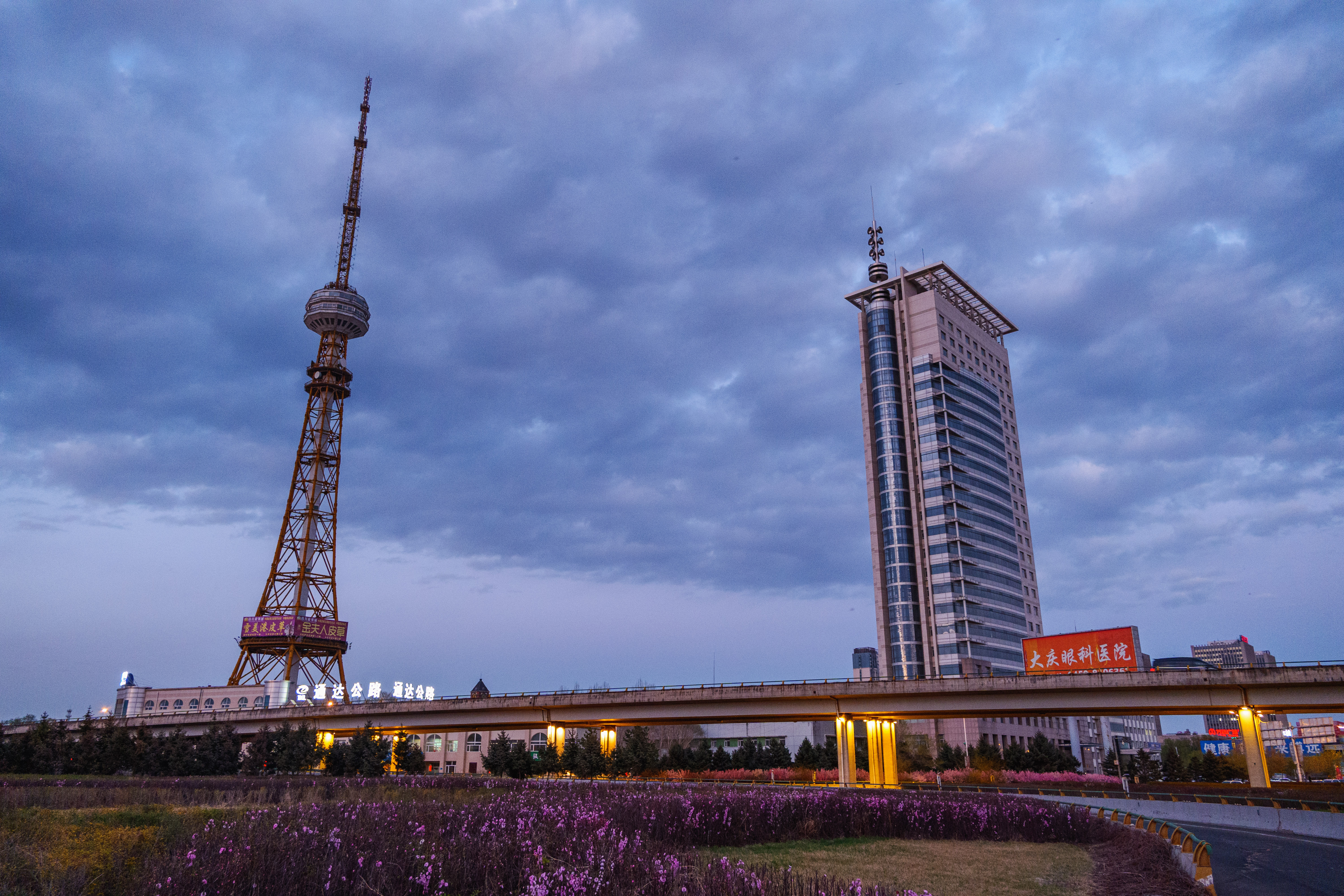
傍晚时分的大庆广播电视塔、广电大厦、广电桥